# Malcolm Sargent
Harold Malcolm Watts Sargent, född 29 april 1895 i Ashford, Kent, död 3 oktober 1967 i London, var en brittisk dirigent.

## Biografi
Efter att 1921 ha debuterat vid en promenadkonsert i Queen's Hall med en egen komposition, Impressions of a Windy, blev Sargent senare kapellmästare vid The British National Opera Company, The D'Oyly Carte Opera Company och för Llandudnoorkestern. Han var från 1923 även lärare vid Royal College of Music och dirigent för Robert Mayers barnkonserter. År 1950 blev han chefsdirigent för BBC Symphony Orchestra. Åren 1947–1966 var han dirigent vid Last Night of the Proms.  Han invaldes 1947 som ledamot av Kungliga Musikaliska Akademien i Stockholm.